# Glienecke
Glienecke è una frazione (Ortsteil) della città tedesca di Ziesar, nel Land del Brandeburgo.

## Storia
Il 1º marzo 2002 il comune di Glienecke venne soppresso e aggregato alla città di Ziesar.